# 李孝传
李孝传（1918年—1989年），又名李翰若，男，四川大竹人，中国数学家，曾任西南师范大学教授，中国数学会理事。